# Nobuyuki Abe
Nobuyuki Abe (阿部信行 Abe Nobuyuki?,  24 de noviembre de 1875-7 de septiembre de 1953) fue un general del Ejército Imperial Japonés, gobernador general de Corea y primer ministro de Japón entre 1939 y 1940.

## Primeros años y carrera militar
Nació en una antigua familia de samuráis en la ciudad de Kanazawa, en la prefectura de Ishikawa. Su cuñado fue el almirante Shigeyoshi Inoue.
Asistió a la Escuela Secundaria N.º 1 de Tokio (Preparatoria Metropolitana de Tokio en Hibiya) y posteriormente a la Escuela Preparatoria N.º 4. Siendo estudiante, se presentó voluntario para combatir en la primera guerra sino-japonesa.
Al terminar la guerra se graduó de la Academia del Ejército Imperial Japonés y posteriormente en la XIX promoción de la Academia Militar del Ejército. Fue jefe del III Regimiento de Artillería de Campaña desde 1918 hasta 1921. Su regimiento fue enviado a Siberia en agosto de 1918, durante la intervención siberiana, pero nunca entró en combate.
Después fue nombrado comandante de la IV División de Infantería el 22 de diciembre de 1930. Luego fue asignado como instructor en el Colegio de Guerra del Ejército y posteriormente fue jefe de la Oficina de Asuntos Militares y Viceministro de Guerra.
En 1933 fue ascendido a general de ejército y nombrado general en jefe del Ejército de Taiwán. Pasó a la reserva en 1936.

## Como primer ministro

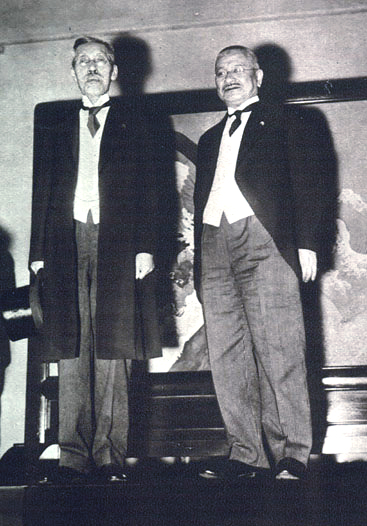
Nobuyuki Abe (derecha) junto con Hiranuma Kiichirō (izquierda), en el día de traspaso de poder como primer ministro en 1939.

No fue considerado como la primera opción tras la dimisión del gabinete de Hiranuma Kiichirō. Los candidatos civiles para el puesto eran Konoe Fumimaro o Hirota Koki, pero el ejército y los ultranacionalistas apoyaban al general Ugaki Kazushige. Luego de que el genrō Saionji Kinmochi declarara su desinterés por los candidatos, el ejército tuvo vía libre para imponer el suyo, pero Ugaki cayó enfermo y fue hospitalizado. Esta circunstancia hizo que se tuviese en cuenta a Abe, ya que no pertenecía ni al Toseiha ni al Kōdōha, fracciones políticas del Ejército, y gozaba del apoyo de la Marina Imperial Japonesa por ser moderado políticamente, a pesar de que se le criticó por no tener experiencia en combate, a diferencia de otros altos mandos del Ejército.
Tomó posesión como primer ministro el 30 de agosto de 1939 y ocupó de manera simultánea el cargo de ministro de Relaciones Exteriores. Sólo pudo gobernar por cuatro meses y buscó una forma de finalizar rápidamente la segunda guerra sino-japonesa y mantener la neutralidad en el conflicto en Europa. También se opuso a la idea del Ejército de formar una alianza política y militar con la Alemania nazi y la Italia fascista.
Sin el apoyo tanto de los militares y como de los partidos políticos, fue reemplazado por Mitsumasa Yonai en enero de 1940.

## Carrera posterior
Tres meses después de su reemplazo como primer ministro, el Ejército designó a Abe como enviado especial en China como consejero del gobierno títere japonés de Wang Jingwei en Nankín, y para negociar un tratado que asegurara los derechos económicos y militares japoneses en el norte de China.
A su regreso a Japón se unió a la Cámara de Pares en 1942 y aceptó la posición ceremonial de presidente del Taisei Yokusankai. Fue nombrado también décimo y último Gobernador General de Corea, cargo que desempeñó entre 1944 y 1945.
Tras el fin de la Segunda Guerra Mundial, fue purgado de sus cargos públicos y arrestado por el gobierno de ocupación estadounidense. Sin embargo, no fue acusado de crímenes de guerra y fue liberado poco después.
Finalmente, Nobuyuki Abe murió en Tokio el 7 de septiembre de 1953.